# Natashquan
Natashquan är en kommun i provinsen Québec i Kanada. Den ligger i regionen Côte-Nord, i den östra delen av landet, 1 200 km öster om huvudstaden Ottawa.
Natashquans flygplats ligger i kommunen.